# Quechua I
Quechua I, neboli wayawash, je skupina asi 17 dialektů kečuánštiny ve středním Peru. Patří sem i některé dialekty vesnic přemístěných z And do Amazonie. 
Nejrozšířenější dialekty jsou:
- Ancashino
- Wanka